# Phyllonorycter celtidis
Phyllonorycter celtidis là một loài bướm đêm thuộc họ Gracillariidae. Nó được tìm thấy ở Nhật Bản (Kyusyu, Hokkaido và Kyushu).
Sải cánh dài 6.5–7 mm.
Ấu trùng ăn Celtis sinensis và Celtis jessoensis. Chúng ăn lá nơi chúng làm tổ. The mine is ptychonomous và located on the lower surface of the leaves.